# Pardosa aenigmatica
Pardosa aenigmatica är en spindelart som beskrevs av Ezio Tongiorgi 1966. Pardosa aenigmatica ingår i släktet Pardosa och familjen vargspindlar. Inga underarter finns listade i Catalogue of Life.